# Louange
La louange est le fait de rendre hommage à quelqu’un ou à quelque chose, qu’il soit humain ou divin. La louange se fait de diverses manières, selon les religions ou les coutumes de l’adorateur. Il peut s’agir d’offrandes, de chants ou de danses ; l'adorateur le fait dans un acte de reconnaissance à Dieu. 
Le dictionnaire encyclopédique Hachette fait comme unique distinction entre la louange et l’adoration le fait que l’adoration est forcément adressée à une divinité, bien que, dans l’usage courant, il soit possible d’utiliser le terme d’adoration pour exprimer une forte passion pour quelque chose sans que la religion n’entre en compte.

## Définition judéo-chrétienne
Le concept de l’adoration a eu des accents différents au sein de l’histoire du salut. Ces différences sont particulièrement saillantes entre l’Ancien et le Nouveau Testament.

### Louange dans l'Ancien Testament
Au travers des époques, les Juifs ont eu un niveau de révélation différent sur l’adoration. Cela est principalement dû à la très grande diversité de lieux, d’époques, de systèmes politiques et de contextes dans lesquels se sont trouvés les adorateurs du Dieu d’Israël au temps de l’Ancienne Alliance. Le contexte noachique était bien différent du contexte post-exilique par exemple, aussi bien au niveau du degré de révélation reçu qu’au niveau des coutumes de l’époque, et de la situation politique.  
La chose certaine est que, dans l’Ancienne Alliance, la louange était vécue sous la forme d’actes externes, régulés de façon méticuleuse. Cela n’est pas à dire, cependant, que c’était l’acte en lui-même qui glorifiait Dieu. Celui-ci servait d’interface au travers de laquelle Dieu était glorifié. L’important était l’attitude de cœur de l’adorateur. Ceci se voit au travers de textes comme : « Car j'aime la piété et non les sacrifices, Et la connaissance de Dieu plus que les holocaustes. » « La fidélité […] du peuple de Dieu […] est plus liée à la signification qu’ils donnent à leurs formes cultuelles qu’aux formes elles-mêmes ». Les formes utilisées dans l’Ancien Testament avaient un sens de par le fait qu’elles reflétaient, par symbolisme, la valeur de Dieu. Ce n’était pas le fait même d’accomplissement du rite qui était important, mais ce que le rite disait. L’adorateur exerçant le rite devait donc avoir une certaine attitude de cœur pour pouvoir prétendre accomplir le rite, et proclamer, par cela même, ce que disait le rituel par symbolisme.
L’Ancien Testament comporte un livre, les Psaumes, qui est un recueil de chants de louange et d'adoration.

### Louange dans le Nouveau Testament
C’est dans le Nouveau Testament que la louange trouve son accomplissement, car c’est là où la révélation de Dieu concernant la louange prend son sens le plus complet. 
La chose la plus importante à retenir est que la louange de Dieu dans le Nouveau Testament n’est plus assignée à un lieu ou à un certain moment, ni à un rituel particulier. L’adorateur doit être quelqu’un qui loue Dieu en esprit et en vérité,.
En conséquence :
- La liberté apportée par la mort et la résurrection du Christ, introduisant le début de la Nouvelle Alliance, a permis que la louange puisse se vivre au travers de formes aussi diverses que variées. Il n’y a plus, dans le Nouveau Testament, de règles concernant la pratique de l’adoration, et ceci permet à des gens de toutes langues, de toutes nations et de toutes cultures de pouvoir prendre part au culte de Dieu, les obstacles culturels formés par les rituels du judaïsme n’étant plus normatifs. L’adoration de Yahvé est devenue globale de par son absence de forme réglementée dans le Nouveau Testament.

- La louange « en esprit et en vérité », n’étant plus basée autour du rituel, devient une affaire du quotidien, de chaque instant. Quiconque prétendra adorer Dieu convenablement veillera à ce que chacune de ses actions reflète la valeur de celui-ci. On n’offre plus de sacrifices, mais plutôt son être tout entier à Dieu[8].

### Distinction catholique entre l'adoration et la louange
Malgré un lien étroit essentielle entre ces deux notions, l'Église catholique opère, dans le Catéchisme, une légère distinction entre les deux. 
« L’adoration est la première attitude de l’homme qui se reconnaît créature devant son Créateur. Elle exalte la grandeur du Seigneur qui nous a fait (cf. Ps 95, 1-6) et la toute-puissance du Sauveur qui nous libère du mal. »
« La prière de louange, toute désintéressée, se porte vers Dieu ; elle le chante pour Lui, elle Lui rend gloire, au-delà de ce qu’il fait, parce qu’Il EST. »

## Musique chrétienne
Après avoir institué la Cène, Jésus a chanté des cantiques avec les apôtres . Dans la première lettre aux Corinthiens, l'apôtre Paul encourage également les croyants à « chanter à Dieu » durant leurs rencontres . Ainsi, le mot louange est aussi associé à un style de musique et de prière qui décrit les chants utilisés pour louer et adorer Dieu dans différentes églises chrétiennes.
La prière de louange est l'une des formes de la prière chrétienne qui met l'accent sur la relation d'amour et de proximité entre Dieu et l'homme. En effet, si lors des réunions, le message est pour les hommes ; la louange est pour Dieu.
En France, les Angels Music Awards récompensent les artistes francophones de musique chrétienne.

### Musique catholique
L'Église catholique romaine utilise abondamment la musique dans le cadre de ses liturgies. De nombreuses pièces ont été composées en tant que chant de louange, à commencer par le Gloria qui, dès le IIe siècle, est intégré à la liturgie de la messe de Noël. Les chants de louange sont présents dans les différents répertoires de la musique sacrée catholique : chant grégorien, chorale traditionnelle, chant d'assemblée accompagné d'orgue... 
Le chant de louange peut être présent dans le cadre de la liturgie de la messe ou de l'office divin ou de temps de prières, personnel ou en groupe. L'existence de réunions de prière de formes diverses mais centrées sur la louange musicale s'est particulièrement développée avec le « Renouveau charismatique » depuis les années 1960. Dans les pays du sud, elle peut être acculturée (avec des tamtams, par exemple).

### Musique protestante
Dans les églises protestantes multitudinistes (luthérienne, réformées, anglicanes), les chants (hymnes religieux ou gospel) sont encadrés par la liturgie et généralement accompagnés de l’orgue . Certaines églises protestantes ont été influencées par la musique chrétienne contemporaine et offrent à la fois des cultes avec de la musique « traditionnelle » et de la musique contemporaine.

### Musique évangélique
Dans les églises évangéliques (baptistes, pentecôtistes, charismatiques), les chants en commun (musique chrétienne) occupent une place très importante ; souvent la moitié du temps dans un service,,,. Pour les évangéliques, la louange à travers la musique chrétienne est une des composantes de la foi, qui est présente dans la vie de tous les jours .
Avec le mouvement charismatique des années 1960, une nouvelle conception de la louange dans le culte, comme taper des mains et lever les mains en signe d’adoration, a pris place dans plusieurs confessions évangéliques .
Dans les années 1980 et 1990, la musique chrétienne contemporaine, comprenant une grande variété de styles musicaux, comme le rock chrétien et le hip-hop chrétien a fait son apparition dans la louange , ,.

## Définition islamique
La notion de louange fait également partie intégrante de l'islam. Dans le Coran, la formule de louange adressé à Dieu débute les sourates 1, 18 et 35 du Coran. La formule arabe « al-hamdu-li-l-lah » signifiant « Louange à Allah » est également très répandue. On trouve ainsi des sites web qui pris pour nom cette expression, afin de montrer qu'ils sont entièrement consacrés à la louange de Dieu, comme pour rappeler que sans la grâce divine, l'homme ne serait pas ce qu'il est devenu. La notion de Louange à Dieu et l’acte en lui-même font partie des mécanismes ésotériques les plus importants du rapprochement de Dieu et de la sanctification de l’âme.